# Nom de code Babylone
Nom de code Babylone est un album de bande dessinée dessiné par Luc Brahy sur un scénario d'Éric Corbeyran et Achille Braquelaire. Il sort chez Dargaud en 2005. Cet album est le 6e tome de la série Imago Mundi.
En fin de livre, un cahier de 8 pages récapitule la genèse ainsi que les précédentes aventures de l'équipe Imago Mundi.

## Résumé
Alors qu'ils sont à la recherche d'informations sur les sous-sols de l'antique Babylone à l'aide de leur sonde laser, les membres de l'équipe d'Imago Mundi sont victimes de troubles étranges : paralysie du système informatique, maux de têtes. Ceux-ci sont provoqués par les tirs d'un canon à ondes électro-magnétiques manié par un agent américain, Petersen.
Après la mise en fuite de ce dernier par l'action conjugué de Loïc et des gardes irakiens, Petersen et son supérieur décident d'aller chercher, pour les aider, un Irakien nommé Massour, réfugié dans les marais du sud du pays. Celui-ci, électron libre à tendance psychopathe. ils lui expliquent alors que quelques années auparavant, en février 2001, des soldats américains, parachutés dans le désert irakien avaient enterré des armes nucléaires destinées être expérimentées lors de l'invasion du pays. L'une de ces équipes ayant été décelée et anéantie, une des bombes a été perdue; Elle se trouverait alors enfouie à proximité de Babylone, dans un sous-sol argileux, impénétrable aux échos radars.
Une course contre la montre s'est donc engagée entre les Américains, désireux de retrouver cette menace pour eux et les Irakiens qui pourraient ainsi prouver au monde entier les intentions malsaines des États-Unis d'Amérique.
L'objectif est donc que Massour s'infiltre dans l'équipe d'Imago Mundi pour trouver la bombe et la fasse exploser.
Sous une fausse identité, se faisant passer pour un émissaire de l'UNESCO, il se fait expliquer le fonctionnement de la sonde de Loïc avec laquelle il espère amorcer l'engin. Une fois la bombe isolée par les calculs de Leïa, il s'empare de l'hélicoptère de l'équipe, tuant au passage Phil Barnes, le petit amis de Leïa afin d'amorcer la bombe à l'aide de la sonde.
Mais Harald qui nourrissait beaucoup de méfiance à l'égard de Massour, met à jour la supercherie et une course contre la montre s'engage pour désamorcer l'arme de destruction massive. Harald et Leïa trouvent au dernier moment le code de désactivation et désamorcent la bombe qui sera finalement récupérée par les services irakiens.